# Atlantic Rugby Premiership 2016
Navigation
A.R.P. 2015-2016 A.R.P. 2017
L'American Rugby Premiership 2016 ou A.R.P. 2016 est la 3e édition de la compétition qui se déroule du 10 septembre 2016 au 19 novembre 2016. Elle oppose les cinq meilleures équipes de la côte Est.

## Liste des équipes en compétition
La compétition oppose pour la saison 2016 les cinq équipes suivantes :
| Club                    | Fondé | Stade                  | Ville    |
| ----------------------- | ----- | ---------------------- | -------- |
| Boston R.C.             | 1960  | Franklin Park          | Boston   |
| Boston Irish Wolfhounds | 1989  | Irish Cultural Centre  | Canton   |
| N.Y.A.C.                | 1973  | Travers Island         | New York |
| Old Blue RFC            | 1963  | Baker Athletic Complex | New York |
| Mystic River            | 1974  | Pine Banks Park        | Malden   |

## Phase régulière

### Classement
| Rang | Club                    | J | V | N | D | Bo | Bd | Pm  | Pe  | Diff | Pts |
| ---- | ----------------------- | - | - | - | - | -- | -- | --- | --- | ---- | --- |
| 1    | New York Athletic Club  | 8 | 8 | 0 | 0 | 5  | 0  | 373 | 123 | +250 | 37  |
| 2    | Old Blue RFC            | 8 | 6 | 0 | 2 | 8  | 0  | 345 | 96  | +249 | 32  |
| 3    | Mystic River            | 8 | 4 | 0 | 4 | 8  | 0  | 323 | 171 | +152 | 24  |
| 4    | Boston Irish Wolfhounds | 8 | 2 | 0 | 6 | 3  | 0  | 162 | 349 | -187 | 11  |
| 5    | Boston R.C.             | 8 | 0 | 0 | 8 | 1  | 0  | 39  | 503 | -464 | 1   |

|  | Vainqueur (no 1). |

Attribution des points : victoire sur tapis vert : 5, victoire : 4, match nul : 2, défaite : 0, forfait : -2 ; plus les bonus (offensif : 4 essais marqués ; défensif : défaite par 7 points d'écart maximum).

## Vainqueur

### Effectif deN.Y.A.C.pour le Championnat
Entraîneurs :
Joueurs : 